# Dan neodvisnosti Ukrajine
Dan neodvisnosti Ukrajine (ukrajinsko День Незалежності України, latinizirano: Den' Nezaležnosti Ukrajiny) je ukrajinski državni praznik, ki se praznuje 24. avgusta v počastitev Deklaracije neodvisnosti Ukrajine, sprejete 24. avgusta 1991.
Je glavni državni praznik in dela prost dan v Ukrajini. V anketi, ki jo je leta 2019 izvedel Kijevski mednarodni inštitut za sociologijo, ga približno dve tretjini odraslih prebivalcev države obravnava kot nacionalni praznik, petina kot navaden dela prost dan, za 4 % pa je bil ta dan zgodovinska napaka.
Pogosto na ta praznik prirejajo vojaške parade v glavnem mestu Kijevu, vendar ne vsako leto.
Od leta 2004 se v Ukrajini predhodni dan, 23. avgust, obeležuje kot dan državne zastave s ceremonijami dvigovanja ukrajinske zastave in drugimi prireditvami.

## Zgodovina
Izseljenska skupnost je v času, ko je bila Ukrajina še sovjetska republika, slavila 22. januar – obletnico deklaracije neodvisnosti Ukrajinske ljudske republike leta 1918 – kot dan neodvisnosti.
V sedanji obliki so ga prvič praznovali 16. julija 1991 na prvo obletnico Deklaracije suverenosti Ukrajine, ki jo je leta 1990 sprejel ukrajinski parlament. Datum so spremenili po objavi Deklaracije neodvisnosti 24. avgusta 1991, ki je bila potrjena na referendumu 1. decembra 1991.